# Manuel de Toni
Manuel de Toni (* 10. ledna 1979 Feltre, Itálie) je bývalý italský hokejový útočník.
Manuel de Toni s výjimkou několika utkání v rámci hostování ke konci kariéry v HC Fassa odehrál 23 sezón v jediném klubu – italském HC Alleghe. Mezi lety 1998 až 2012 pravidelně reprezentoval Itálii na světových šampionátech, hrál za ni i na ZOH v Turíně v roce 2006. Celkem nastoupil k 190 seniorským mezinárodním zápasům.